# Wolrad Eberle
Wolrad Eberle (Friburgo de Brisgovia, Alemania, 4 de mayo de 1908-Colonia (Alemania), 13 de mayo de 1949) fue un atleta alemán, especialista en la prueba de decatlón en la que llegó a ser medallista de bronce olímpico en 1932.

## Carrera deportiva
En los JJ. OO. de Los Ángeles 1932 ganó la medalla de bronce en la competición de decatlón, con una puntuación de 8030 puntos, tras el estadounidense James Bausch que batió el récord del mundo con 8462 puntos, y el finlandés Akilles Järvinen (plata).